# Dumpy's Rusty Nuts
Dumpy's Rusty Nuts est un groupe britannique de heavy metal.

## Histoire
Dumpy's Rusty Nuts est formé en 1981 par le chanteur Graham « Dumpy » Dunnell (né en juillet 1949 à Londres, Angleterre) Bien qu'il n'ait pas réussi à enregistrer des disques, le groupe a connu le succès et la popularité sur scène pendant des décennies. Le groupe attire un public culte pour ses concerts dans de petites salles de rock. Leur public initial était issu de la New wave of British heavy metal et des « Bikers », et ils deviennent particulièrement connus au Marquee Club de Londres, où ils sont une attraction régulière et populaire. Entre le début et le milieu des années 1980, le groupe effectue de nombreuses tournées à travers le Royaume-Uni, jouant dans de petits pubs et clubs de rock et de motards, y compris le TT de l'île de Man, ainsi que dans des festivals de musique, consolidant ainsi leur nom et leur popularité.
Le groupe ne réussit pas à enregistrer, préférant se concentrer sur les morceaux live. Ils sortent un premier single Just for Kicks en juin 1982, mais afin d'être diffusé par la BBC, le groupe doit changer son nom en Dumpy's Rusty Bolts. Les ventes du single sont faibles, et le nom original du groupe est rétabli. Un deuxième single, Box Hill or Bust, sort. Les sorties sporadiques qui suivent ne trouvent grâce qu'auprès de leur petit public. En 1984, ils sortent un double album live, Somewhere in England, enregistré au Marquee Club. En 1990, ils publient une reprise de la chanson Run Run Run (enregistrée à l'origine par Jo Jo Gunne en 1972).
Malgré sa longévité, le groupe devient un temps la cible privilégiée des moqueries de la presse musicale britannique, notamment de Melody Maker, où il est régulièrement dépeint comme prétendant sauter dans le dernier train improbable dans la rubrique humoristique Talk Talk Talk écrite par David Stubbs. En 2010, le groupe se produisait encore dans de petites salles, des festivals de musique et des rassemblements de cyclistes à travers l'Europe. Le groupe tourne avec de nombreux groupes, dont Hawkwind, Motörhead et Status Quo, et assure leur première partie. 

## Discographie

### Albums studio
- 1986 : Hot Lover
- 1987 : Get Out of the Road

### EP
- 1984 : Rock the Nation

### Albums live
- 1984 : Somewhere in England

### Singles
- 1982 : Just for Kicks
- 1982 : Boxhill of Bust
- 1991 : Run, Run, Run